# Zumtobel
Die Zumtobel Group ist ein österreichisches, auf Lichttechnik spezialisiertes Unternehmen mit Sitz in Dornbirn. Zumtobel beschäftigt sich mit Entwicklung, Herstellung und Vertrieb von Lichttechnik und bietet Lichtlösungen, Leuchten, Lichtmanagement und Lichtkomponenten für Anwendungen im Innen- und Außenbereich an. Das Unternehmen ist ein europäischer Marktführer im Bereich professioneller Beleuchtungssysteme und europaweit die Nummer zwei im Bereich der Lichtkomponenten. Der Konzern besitzt 10 Produktionsstätten auf drei Kontinenten sowie Vertriebs- und Partnergesellschaften in 90 Ländern. Im Geschäftsjahr 2023/24 belief sich der Gruppenumsatz auf 1.127,0 Mio. Euro.

## Unternehmensstruktur
Die Unternehmensgruppe gliedert sich in die Geschäftsfelder Zumtobel Lighting Division für das Leuchtengeschäft mit den Marken Zumtobel und Thorn sowie die Tridonic Division für das Komponentengeschäft.
Die Familie Zumtobel ist mit einem Anteil von circa 36,0 % der Stimmrechte seit dem Börsengang Kernaktionär der Zumtobel Group AG. Der Rest der Anteilsscheine liegt zum Großteil bei institutionellen Investoren.

## Geschichte

### Anfänge
Walter Zumtobel (1907–1990) war im besetzten Nachkriegsösterreich einer von rund 300 sogenannten Sequestern, die zunächst im Auftrag der französischen Militärregierung, dann auf Basis eines Verwaltergesetzes der österreichischen Bundesregierung, ehemals deutsches Eigentum in Vorarlberg verwalteten. Dazu zählten die Michel-Werke in Bregenz und Hard sowie die Werkzeugbau Arbeitsgemeinschaft Lustenau in Lustenau und die Feinmechanische Werkstätte Josef Maurer in Wolfurt. Diese drei ehemals deutschen Betriebe gliederte er in die am 1. Januar 1950 in Dornbirn gegründete Elektrogeräte und Kunstharzpresswerk W. Zumtobel KG ein und legte damit den Grundstein der heutigen Zumtobel-Gruppe.
Produziert wurden in der Anfangszeit hauptsächlich Vorschaltgeräte für Leuchtstoffröhren. 1952 begann das Unternehmen, komplette Leuchten auf Basis von Leuchtstoffröhren herzustellen. Die 1953 am Markt eingeführte besonders schmale Balkenleuchte Profilux wurde zu einem Verkaufserfolg. Zumtobel gewann 1963 für die FER Einbauleuchte (für Hängedecken) einen ersten Designpreis.
1959 wurde ein Lichtlabor errichtet, das Lichtverteilungskurven ermittelte. Die deutsche Firma Staff, als Staff & Schwarz Leuchtenwerke (gegründet 1945, bis 1993 noch eigenständig), führte 1967 das erste Stromschienensystem Lite-Trac ein. Das Unternehmen war von 1956 bis 1979 Lizenznehmer der Lichttechnischen Spezialfabrik Dr. Ing. Schneider & Co. Es erhielt 1976 die Staatliche Auszeichnung, die das Führen des Bundeswappens im Geschäftsverkehr erlaubt. Im selben Jahr wurde der Konzern in eine Aktiengesellschaft umgewandelt.
1976 wurde eine Minderheitsbeteiligung an der britischen Tridonic Ltd. erworben. Die vollständige Übernahme erfolgte 1983. Durch Kaufvertrag vom 2. März 1979 ging die Fabrik der Dr.-Ing. Schneider & Co. in Usingen in das Unternehmen über und mit Vertrag vom 28. März 1979 auch der Geschäftszweck.
1981 übernahm der Sohn Jürg Zumtobel den Vorstandsvorsitz, Walter Zumtobel wechselte in den Aufsichtsrat.
1991 erfolgte die Unterteilung in die beiden Geschäftsfelder Leuchten (damals Zumtobel Licht) und Lichtkomponenten (damals Tridonic-Bauelemente). 1993 erwarb Zumtobel die Mehrheit der Anteile an der deutschen Staff-Gruppe in Lemgo, wo sie 1945 von Alfred Staff gegründet worden war. 1994 erfolgte die vollständige Übernahme.

### Ab dem Jahr 2000
Im Jahr 2000 wurde mit Hilfe der amerikanischen Beteiligungsgesellschaft Kohlberg Kravis Roberts & Co. (KKR) die britische Wassall plc übernommen und die Thorn Lighting Group mit dem Leuchtengeschäft von Zumtobel fusioniert; das Komponentengeschäft von Thorn wurde in die Tridonic Division überführt.
Seit 2005 wurden die LED-Aktivitäten weiterentwickelt. Die Lexedis Lighting in Jennersdorf wurde als Joint-Venture für Hochleistungs-LED-Lichtquellen von Tridonic Optoelectronic (einem Joint Venture von Tridonic und Lumitech), einem Spin-off der Technischen Universität Graz und Toyoda Gosei gegründet. Die LEDON Lamp GmbH (Dornbirn) ist eine 100-prozentige Tochter der Zumtobel-Gruppe für LED-Applikationen.
Im Mai 2006 ging die Zumtobel Gruppe an die Wiener Börse. Im September 2006 wurde die Zumtobel-Aktie in den ATX aufgenommen. KKR verkaufte seinen nach dem Börsengang noch verbliebenen Anteil von 5,5 Prozent im Dezember 2006 außerbörslich an einen institutionellen Investor. Dabei handelte es sich offenbar um Delta Lloyd Asset Management NV. Jedenfalls teilte Zumtobel am 11. Mai 2011 in einer Pflichtmitteilung zur Aktionärsstruktur mit, dass Aviva plc nicht mehr Zumtobel-Aktionär sei, nachdem dessen Mehrheitsbeteiligung an „Delta Lloyd“ beendet worden sei. Delta Lloyd hielt zu diesem Zeitpunkt 6,778 Prozent der 43,5 Millionen Anteilscheine, „Fidelity“ wenige Tage später 9,99 Prozent.

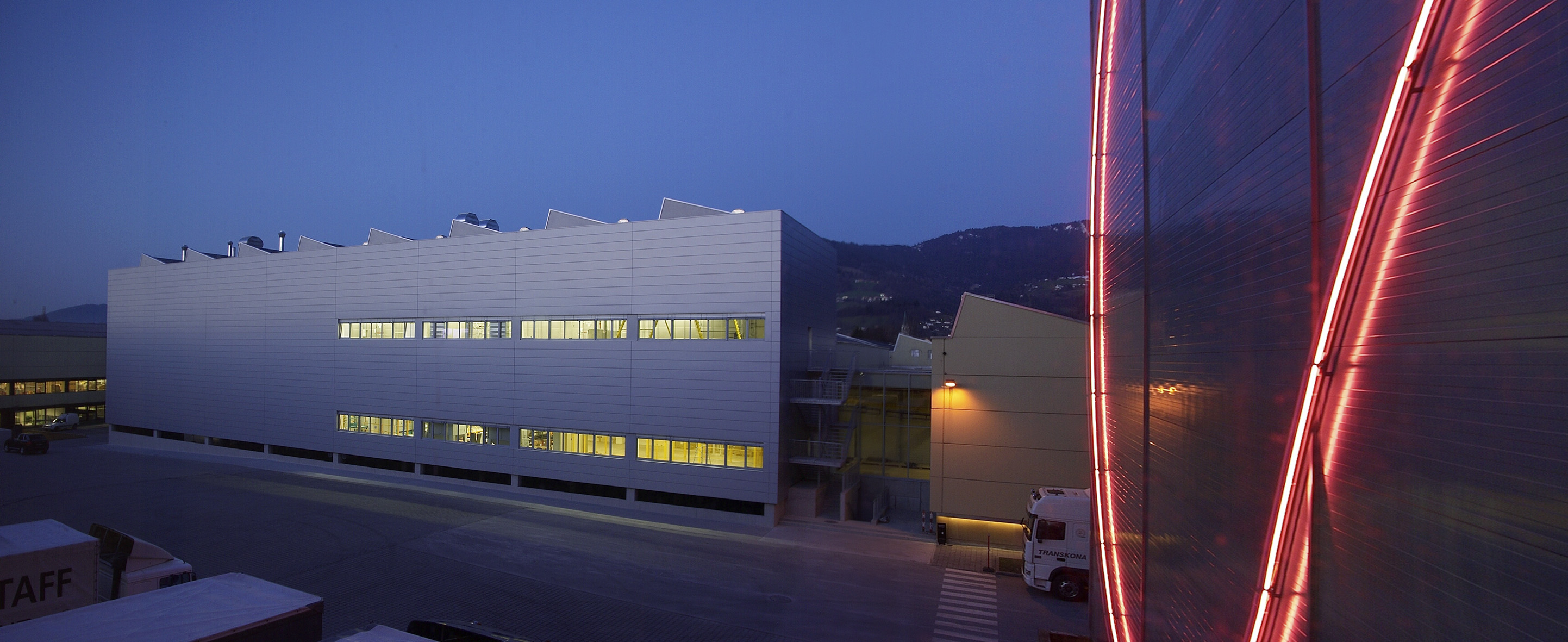
Hauptquartier in Dornbirn, Österreich

2009 wurden die bisherigen LED-Start-ups in einer eigenen Division unter der Marke LEDON zusammengefasst. LEDON wurde 2013 rückwirkend zum 1. November 2012 an den österreichischen Unternehmer Thomas Lorünser verkauft. Aufgrund von Schwierigkeiten im Komponentenbereich, die durch die Umstellung von der Glühbirne auf LED-Technik bedingt waren, schied die Zumtobel-Aktie mit Wirkung zum 24. September 2012 aus dem ATX aus und wurde seit diesem Zeitpunkt im Prime-Markt gehandelt.
In den letzten Jahren hat die Zumtobel Group Großprojekte wie die Beleuchtung der BMW-Werke in Berlin und Leipzig sowie die des Airbus-Werkes in Bremen und der neuen Unternehmenszentrale des Pharmakonzerns Boehringer Ingelheim realisiert. Des Weiteren wurde die Erweiterung des Beijing International Airport in China sowie Teile des Burj Khalifa in Dubai, das Emirates Palace in Abu Dhabi, die Bolte Bridge in Melbourne, Australien und die Cathedrale la Seu auf Mallorca, Spanien mit 
Lichtlösungen ausgestattet. Auch zählen der neue Skylink-Terminal am Flughafen Wien, die Beleuchtung von Fußballstadien wie der Allianz Arena, München oder des Tottenham Hotspur Stadium ebenso zu den Projekten der Zumtobel Group wie das Guggenheim-Museum Bilbao, die von David Chipperfield gestaltete James-Simon-Galerie in Berlin oder die Elbphilharmonie in Hamburg.

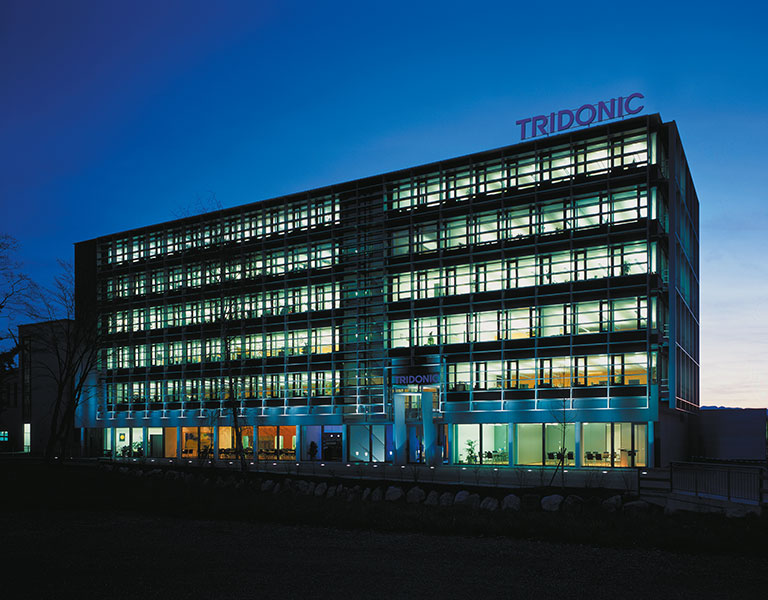
Tridonic-Hauptsitz in Dornbirn, Österreich

Der langjährige Geschäftsführer Jürg Zumtobel wurde im November 2017 mit dem „Ehrenpreis der Vorarlberger Wirtschaft für das unternehmerische Lebenswerk“ ausgezeichnet. CEO ist seit 8. Juni 2018 Alfred Felder. Im Mai 2020 wurde Karin Zumtobel-Chammah zur Aufsichtsratsvorsitzenden gewählt. Sie ist die erste weibliche Vorsitzende des Aufsichtsrats.

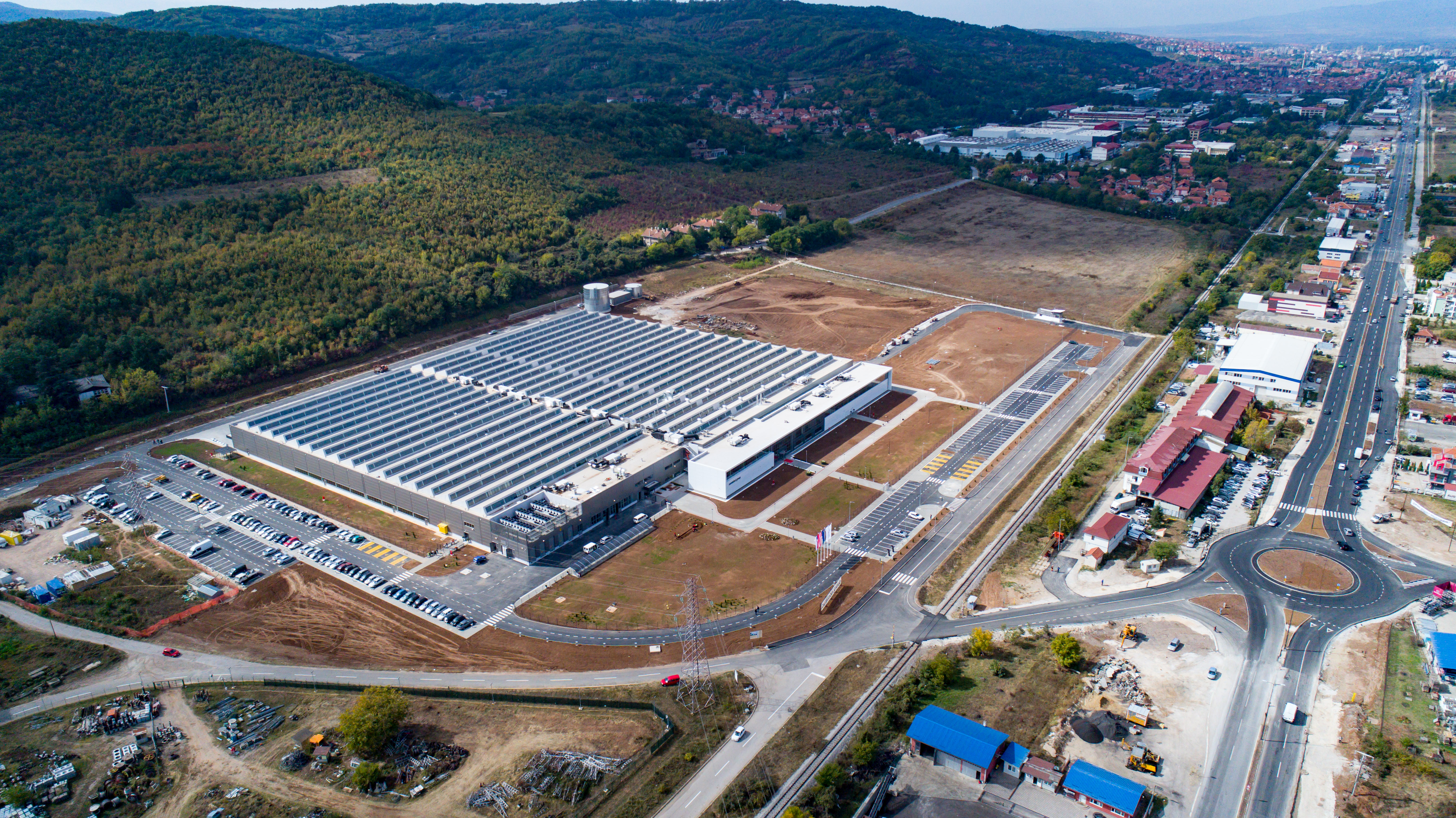
Produktionsstandort in Niš, Serbien

Im September 2018 erweiterte die Zumtobel Group für 30,6 Millionen Euro ihr Produktionsnetzwerk durch ein neues Leuchten- und Komponentenwerk auf einer Fläche von 40.000 Quadratmetern in Niš, Serbien. 2019 gründete Zumtobel ein Software-Kompetenzzentrum in Porto (Portugal).
Im November 2020 eröffnete die Zumtobel Group das neue Lichtforum in Dornbirn. Dazu wurde die alte Industriehalle des Unternehmens zu einer 4000 Quadratmeter großen Präsentationsfläche für Lichtinnovationen revitalisiert. Dafür wurden bis dato Investitionen in Höhe von ca. 8 Millionen Euro getätigt. Das gestalterische Konzept wurde in Zusammenarbeit mit dem Architekturbüro Snøhetta erarbeitet.

## Trivia

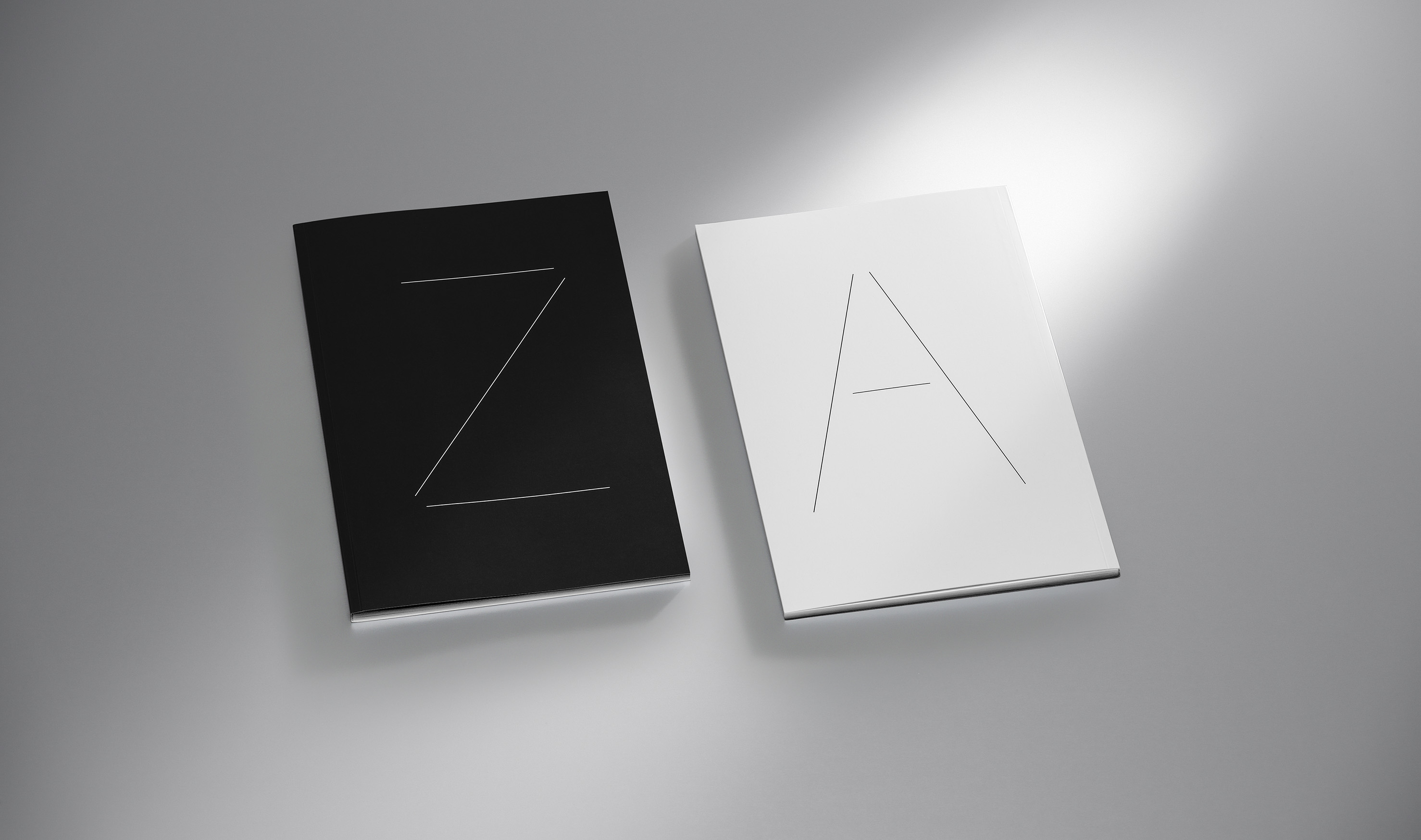
Gestalterischer Geschäftsbericht 2018/19

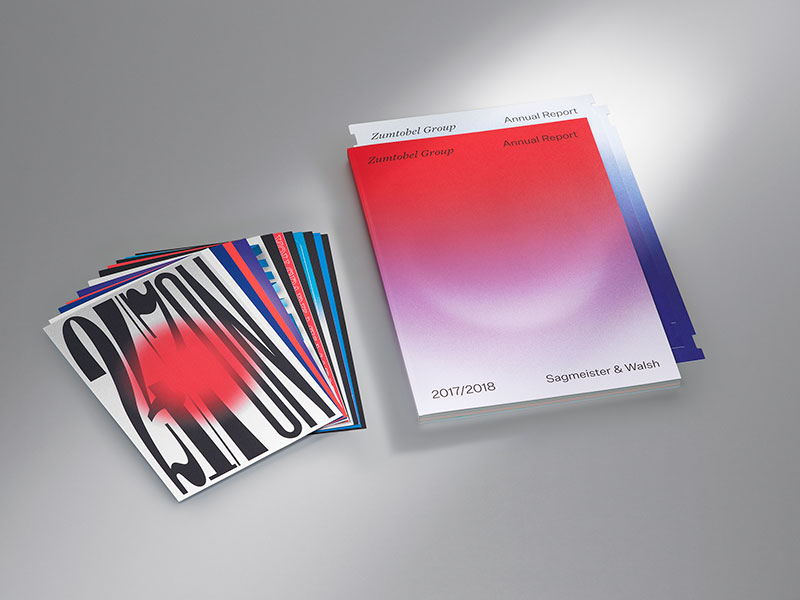
Geschäftsbericht 2017/18

- Seit 1991 lässt das Unternehmen durch Persönlichkeiten aus den Bereichen Architektur, Grafikdesign und Kunst den Geschäftsbericht gestalten. Dabei wird den Künstlern größte Gestaltungsfreiheit eingeräumt, losgelöst von jeglichen Corporate-Design-Richtlinien.[26]
- Seit 2007 verleiht die Firmengruppe alle zwei Jahre den Zumtobel Group Award (Langname Zumtobel Group Award – Innovations for Sustainability and Humanity in the Built Environment) an Architekten und Ingenieure.[27]